# Király Ferenc (szőlőnemesítő)
Király Ferenc (Abony, 1911. szeptember 7. – Eger, 1982. augusztus 12.) magyar szőlőnemesítő, biológus, mezőgazdasági mérnök. A Kompolti Mezőgazdasági Kutató Intézet külső munkatársa; címzetes főiskolai tanár. 

## Életpályája
1930–1972 között szőlészeti és borászati felügyelő, majd a Szőlészeti Kutató Intézet, illetve a Kertészeti Egyetem Szőlészeti és Borászati Kutató Intézet pécsi, badacsonyi, móri és egri kísérleti telepe szőlőnemesítője és tudományos főmunkatársa volt. 1962–1972 között a gyöngyösi Felsőfokú Mezőgazdasági Technikum Kertészeti és Növénytermesztési Szak tanára volt. 1972-ben nyugdíjba vonult.

### Munkássága
Klónszelekcióval, majd keresztezéses nemesítéssel is foglalkozott. Célja korai érésű, kedvezőtlen évjáratban is jó minőséget adó fehérbor-szőlőfajták előállítása volt. Több ígéretes borszőlő hibridje (Badacsony 2, 3, 8), csemegeszőlő fajtajelöltje (F 24/1) mellett munkásságának eredménye a Király furmint, az Olaszrizling B-20 klón, valamint a Zenit, a Zengő és a Zefir borszőlőfajták.

## Művei
- Minőségi bortermelés egysíkban alakított tőkékkel (Agrártudomány, 1954)
- Szőlőperonoszpóra ellen használt fungicidok biológiai mellékhatása a tőkék hozamára és a must minőségére (Hegedűs Ábellel és Lehoczky Jánossal; Növénytermelés, 1966)
- A szőlőtőkék különböző terhelésének hatása a termés mennyiségére és minőségére (Kísérletügyi Közlemények. Kertészet, 1968)
- Szürkerothadás – nemesrothadás (Természet Világa, 1971)
- Fehérborszőlő-fajták keresztezéses nemesítésének eredményei, különös tekintettel a magasművelésre (Szőlészet és Borászat, 1975)
- Eredményes szőlőtermesztési kísérlet meddőhányón (Kiskéri Rezsővel; Természet Világa, 1978)